# Dyckia tenuis
Dyckia tenuis är en gräsväxtart som beskrevs av Carl Christian Mez. Dyckia tenuis ingår i släktet Dyckia och familjen Bromeliaceae. Inga underarter finns listade i Catalogue of Life.